# うたブロCUP
うたブロCUP（うたぶろかっぷ）はGyaOの運営する歌ブログで毎月開催される。

## 概要
GyaOの運営するコンテンツ歌ブログにて毎月開催。開催期間は1日～末日。
毎回テーマが提示され、それに沿った作品で総合的な歌唱パフォーマンスを競う。
歌ブログへの作品投稿時にCUP参加を希望することでエントリーできる。
（締め切りは前月の15日中）
- GyaO事務局による審査(歌唱力、衣装、演出など総合評価)で該当の作品に現金10万円
- 特別賞2作品（GyaOが選出）に現金5万円

★現在は、コンテンツ名称を“うたブロ”と改称となり、毎月開催される“うたブロCUP”はGyaO事務局が選出した、特別賞2作品だけ選ばれ、それぞれ現金5万円が賞金とされている。

## テーマ・入賞者
- 第1回：2007年1月「10万円争奪！うたブロCUP」（テーマ無）
  - @Works （同じ窓から見てた空）
  - Y （over）
  - 蟹沢可奈 （♡桃色片想い♡）

- 第2回：2007年2月「10万円争奪！うたブロCUP」（テーマ無）
  - たまごぷりん （最後の雨）
  - やすなり （たしかなこと）
  - MICHI （決戦は金曜日）

- 第3回：2007年3月「10万円争奪！うたブロCUP」（テーマ無）
  - 軽自動車 （瞳を閉じて）
  - ポッポ （三日月ラプソディー）
  - tako家族 （チェリー）

- 第4回：2007年4月「春の歌」
  - ☆A-ya （[クリップ]桜色舞うころ）
  - Mr.adult （ファンタスティポ）
  - 椎葉（姉&妹） （あずさ2号）

- 第5回：2007年5月「サークル対抗」
  - Mr.子供たち （奇跡の地球（ほし））
  - パットデパット （JOY）
  - あわやブロリー （SHAKE）

- 第6回：2007年6月「ウェディングソング」
  - 軽自動車 （蕾）
  - あっちゃん （Yes, 愛につつまれ）
  - Chibitama （歌うたいのバラッド）

- 第7回：2007年7月「キッズ大会」
  - 1位　こども商品券10万円／伊織（[クリップ]Good-bye days / YUI for 雨音薫）
  - 特別賞　こども商品券5万円／正二郎ジュニア1号 （獣拳戦隊ゲキレンジャー/ 谷本貴義）
  - 特別賞　こども商品券5万円／なっちゃん（ハッピー☆彡 / 月島きらり starring 久住小春(モーニング娘。)）

- 第8回：2007年8月「サマーソング」
  - 1位　現金10万円／ポッポ（小麦色のラブソング / RYTHEM）
  - 特別賞　賞金5万円／なかよしまい（Joy Trip / BENNIE K）
  - 特別賞　賞金5万円／まるたん （太陽のSEASON（シーズン） / 安室 奈美恵）

- 第9回：2007年9月「アニメソング」
  - 1位　現金10万円／なつアニヲタク（ETERNAL WIND～ほほえみは光る風の中～ / 森口博子）
  - 特別賞　賞金5万円／THE KEEPERS（残酷な天使のテーゼ / 森口博子）
  - 特別賞　賞金5万円／June （君をのせて / 天空の城ラピュタ）

- 第10回：2007年10月「さよならソング」
  - 1位　現金10万円／Y（君がいた夏 / Mr.Children）
  - 特別賞　賞金5万円／博多の松 （わかれうた / 中島みゆき）
  - 特別賞　賞金5万円／HIRAKANA（えりあし / aiko）

- 第11回：2007年11月「ドラマ主題歌&挿入歌」
  - 1位　現金10万円／shotaro（誰より好きなのに / 古内東子）
  - 特別賞　賞金5万円／Chisato（きっと永遠に / Crystal Kay）
  - 特別賞　賞金5万円／じゃりんこちえ（恋におちて(Fall in love) / 小林明子）

- 第12回：2007年12月「クリスマスソング」
  - 1位　現金10万円／歌ブロドリームメーカーズ （ぴったりしたいX'mas! / プッチモニ）
  - 特別賞　賞金5万円／maso（もしも雪なら / DREAMS COME TRUE）
  - 特別賞　賞金5万円／ヤッハハー（クリスマスキャロルの頃には / 稲垣潤一）

- 第13回：2008年1月「雪のうた」
  - 1位　現金10万円／shotaro（楽園 / 平井 堅）
  - 特別賞　賞金5万円／tons（なごり雪 / 徳永英明）
  - 特別賞　賞金5万円／はっか（雪の華 / 中島美嘉）

- 第14回：2008年2月「あまい甘い、恋のうた」
  - 1位　現金10万円／shotaro（sha la la / Skoop On Somebody）
  - 特別賞　賞金5万円／ROG内ユータ（最後の夜 / ASAYAN超男子。）
  - 特別賞　賞金5万円／ピカッシュ（Jewelry day / 絢香）

- 第15回：2008年3月「私の想い出No.1ソング」
  - 1位　現金10万円／shotaro（レイニーブルー / 徳永英明）
  - 特別賞　賞金5万円／urirumi（Hello, Again～昔からある場所～ / MY LITTLE LOVER）
  - 特別賞　賞金5万円／くりすたのれきんぐ（ダンシングオールナイト / もんた＆ブラザーズ）

- 第16回：2008年4月「なりきりアイドル選手権」
  - 1位　現金10万円／デービー・サユリオン（白い色は恋人の色 / Ｗ）
  - 特別賞　賞金5万円／ケンチャン（GOLDFINGER'99 / 郷ひろみ）
  - 特別賞　賞金5万円／ミッシェル（1986年のマリリン / 本田美奈子）

- 第17回：2008年5月「ハイテンション」
  - 1位　現金10万円／shotaro（大阪LOVER / DREAMS COME TRUE）
  - 特別賞　賞金5万円／二丁拳銃（そばにいるね / 青山テルマ feat. SoulJa）
  - 特別賞　賞金5万円／カスバン（One Night Carnival / DJ OZMA）

- 第18回：2008年6月「雨のうた」
  - 1位　現金10万円／shotaro（THE END OF WORLD / 槇原敬之）
  - 特別賞　賞金5万円／okatineek（人魚 / 安室 奈美恵）
  - 特別賞　賞金5万円／KOSHY（最後の雨 / 中西保志）

- 第19回：2008年7月「うたブロロックフェス」
  - 1位　現金10万円／帰って来た☆愛する尾崎さん☆ （十七歳の地図 / 尾崎 豊）
  - 特別賞　賞金5万円／イバタケ堂 （愛をとりもどせ！！ / クリスタルキング）
  - 特別賞　賞金5万円／ピカッシュ （Heart and Soul / 浜田麻里）

- 第20回：2008年8月「HIP・HOP・CUP!」
  - 1位　現金10万円／hiderinco （キセキ / GReeeeN）
  - 特別賞　賞金5万円／SINTA （静かな日々の階段を / Dragon Ash）
  - 特別賞　賞金5万円／まみ姫 （気分上々↑↑ / mihimaru GT）

- 第21回：2008年9月「アニメソングVol.2」
  - 1位　現金10万円／水素（君をのせて / 天空の城ラピュタ）
  - 特別賞　賞金5万円／maso（残酷な天使のテーゼ / 高橋洋子）
  - 特別賞　賞金5万円／ポコ333（崖の上のポニョ / 藤岡藤巻と大橋のぞみ）

- 第22回：2008年10月「映画タイアップソング」
  - 1位　現金10万円／ポッポ（ア・イ・シ・テ・ルのサイン～わたしたちの未来予想図～ / DREAMS COME TRUE）
  - 特別賞　賞金5万円／マドンナ倶楽部（ＣＡＴ'Ｓ ＥＹＥ / 杏 里）
  - 特別賞　賞金5万円／kei兄弟（最期の川 / CHEMISTRY）

- 第23回：2008年11月「演歌・歌謡曲」
  - 1位　現金10万円／shotaro（なごり雪 / 徳永英明）
  - 特別賞　賞金5万円／Ｍ＆Ｊ（天城越え / 石川さゆり）
  - 特別賞　賞金5万円／hamatiti（まわり道 / 琴風豪規）

- 第24回：2008年12月「デュエット」
  - 1位　現金10万円／shotaro×荒牧陽子（Keep Holding U / SunMin ｔhanX Kubot）
  - 特別賞　賞金5万円／ポケンティー（ホウキ雲 / RYTHEM）
  - 特別賞　賞金5万円／よーへい with june（Smile / 角松敏生）

- 第25回：2009年1月「コスプレ」
  - 1位　現金10万円／マドンナ倶楽部（ガタメキラ / 太陽とシスコムーン（Ｔ＆Ｃボンバー））
  - 特別賞　賞金5万円／♪るみーな♪（いつか夢で / ディズニー）
  - 特別賞　賞金5万円／鴻池組（Choo Choo TRAIN / EXILE）

- 第26回：2009年2月「男歌×女歌」
  - 1位　現金10万円／♪るみーな♪（愚か者 / 近藤真彦）
  - 特別賞　賞金5万円／ポケンティー（Song for… / ＨＹ）
  - 特別賞　賞金5万円／マドンナ倶楽部（夜空ノムコウ / SMAP）

- 第27回：2009年3月「異性に聴かせる勝負ソング」
  - 1位　現金10万円／ピカッシュ（長い間 / Kiroro）
  - 特別賞　賞金5万円／Y.Y（揺れる想い / ZARD）
  - 特別賞　賞金5万円／soranchuu.com（永遠(とわ)にとも / コブクロ）

- 第28回：2009年4月「DREAMS COME TRUE CUP」
  - 1位　現金10万円／shotaro（やさしいキスをして）
  - 特別賞　賞金5万円／ポッポ（朝がまた来る）
  - 特別賞　賞金5万円／☆海鮮丼☆（晴れたらいいね）

- 第29回：2009年5月「ご当地ソング」
  - 10位以内で一番多かった都道府県･･･福岡県の中から
  - 2名に贈呈された（一人10万円）
  - 正二郎（中の島ブルース / 内山田洋とクール・ファイブ）
  - 博多の松（博多っ子純情 / TULIP(チューリップ)）

- 第30回：2009年6月「元気がでるソング」
  - 1位　現金10万円／ホワイト（夢の中のダンス / 今井ゆうぞう、はいだしょうこ）
  - 特別賞　賞金5万円／しほりん1号（今すぐKiss Me / LINDBERG）
  - 特別賞　賞金5万円／手抜きうどん（恋のバカンス / ザ・ピーナッツ）

- 第31回：2009年7月「お祝いソング」
  - 1位　現金10万円／Y.Y（CAN YOU CELEBRATE? / 安室 奈美恵）
  - 特別賞　賞金5万円／★☆kei☆★（Get Along Together～愛を贈りたいから～ / 山根康広）
  - 特別賞　賞金5万円／えりぽん（祝い酒 / 坂本冬美）

- 第32回：2009年8月「うたウガ夏祭り」
  - 1位　賞金10万円／のっぴー☆（ミス・ブランニュー・デイ / サザンオールスターズ）
  - 夏っぽいで賞　旅行券5万円／Yosshy（あー夏休み / TUBE）
  - なつ（72）賞　任天堂wii & Wii Sports Resortセット／shinemyu&正二郎（侍戦隊シンケンジャー / サイキックラバー(Project.R)）
  - ブービー賞　夏グッズ詰め合わせ／じゃーぶらー（真夏の夜の夢 / 松任谷由実）
  - サマーランド賞　東京サマーランド入園券／発送をもって発表。

- 第33回：2009年9月「昭和ソングCUP」
  - 1位　賞金10万円／maso（恋におちて(Fall in love) / 小林明子）
  - 特別賞　賞金5万円／たこ家族（Ｍ / PRINCESS PRINCESS）
  - 特別賞　賞金5万円／miu（いい日旅立ち / 山口百恵）

- 第34回：2009年10月「恋愛ソングCUP」
  - 1位　賞金10万円／ミッシェル。（First Love / 宇多田ヒカル）
  - 特別賞　賞金5万円／1212yancy&matic（I LOVE YOU / 宇多田ヒカル）
  - 特別賞　賞金5万円／えりぽん（NAO / ＨＹ）

- 第35回：2009年11月「ドラマ＆映画主題歌CUP」
  - 1位　賞金10万円／maso（366日 / ＨＹ）
  - 特別賞　賞金5万円／ゆずBOX（BALLAD ～名もなき恋のうた～ / alan）
  - 特別賞　賞金5万円／つちやてんがい（しゃぼん玉 / 長渕 剛）

- 第36回：2009年12月「第2回クリスマスソングCUP」
  - 1位　賞金10万円／emecchi11（いつかのメリークリスマス / B'z）
  - 特別賞　賞金5万円／ヨッスィ-ト（いつかのメリークリスマス / B'z）
  - 特別賞　賞金5万円／極娘（赤鼻のトナカイ / 童謡・唱歌）

- 第37回：2010年1月「友情ソングCUP」
  - 特別賞　賞金5万円／ウズメ+shinemyu（One Step / PEARL）
  - 特別賞　賞金5万円／松拳３破（ウルトラマンガイア！ / ウルトラマンガイア）

- 第38回：2010年2月「冬ソングCUP」
  - 特別賞　賞金5万円／猫山（雪の華 / 中島美嘉）
  - 特別賞　賞金5万円／ピカンティ（海雪 / ジェロ）

- 第39回：2010年3月「癒しソングCUP」
  - 特別賞　賞金5万円／marsar（ 風がはこぶもの / 本田路津子）
  - 特別賞　賞金5万円／~第？番目の使途~（ 愛燦燦 / 中 孝介 ）

- 第40回：2010年4月「春ソングCUP」
  - 特別賞　賞金5万円／ハニビっち（[本人]SAKURA / いきものがかり）
  - 特別賞　賞金5万円／モモ（春よ、来い / 松任谷由実 ）

- 第41回：2010年5月「応援ソングCUP」
  - 特別賞　賞金5万円／なおちん3rd（風をさがして / 矢口真里とストローハット）
  - 特別賞　賞金5万円／はっか（夢を味方に / 絢香）

- 第42回：2010年6月「結婚ソングCUP」
  - 特別賞　賞金5万円／ちゃこ（あなたに夢中 / キャンディーズ）
  - 特別賞　賞金5万円／CHATA（乙女座宮 / 山口百恵）

- 第43回：2010年7月「ものまねソングCUP」
  - 特別賞　賞金5万円／Flare（ルパン三世 愛のテーマ / 水木一郎）
  - 特別賞　賞金5万円／ヨッスィ-ト(恋しくて / BEGIN)

- 第44回：2010年8月「夏ソングCUP」
  - 特別賞　賞金5万円／ホワイトグレッチ（フ～ララホアロハラ～ / 横山だいすけ、三谷たくみ）
  - 特別賞　賞金5万円／ひろすけ（真夏の果実 / サザンオールスターズ）

- 第45回：2010年9月「アニメソングCUP」
  - 特別賞　賞金5万円／ROKO便り（銀河鉄道９９９ / ＧＯＤＩＥＧＯ）
  - 特別賞　賞金5万円／ハニ-Pu+（あしたのジョー / あしたのジョー）

- 第46回：2010年10月「秋ソングCUP」
  - 特別賞　賞金5万円／June＆roko（[生音]桃色吐息 / 中森明菜）
  - 特別賞　賞金5万円／YOKOLIFE（思秋期（ししゅうき） / 岩崎宏美）

- 第47回：2010年11月「演歌ソングCUP」
  - 特別賞　賞金5万円／うらみぶしフミオ（冬鴎（ふゆかもめ） / 吉　幾三）
  - 特別賞　賞金5万円／sazae1（おんな渡り鳥 / 島津悦子）

- 第48回：2010年12月「第3回クリスマスソングCUP」
  - 特別賞　賞金5万円／モモ（クリスマスキャロルの頃には / 稲垣潤一）
  - 特別賞　賞金5万円／みんなのうたブロ（クリスマス・イブ / 山下達郎）

- 第49回：2011年1月「冬ソングCUP」
  - 特別賞　賞金5万円／お気楽ＯＹＡＪＩ（北風～君にとどきますように～ / 槇原敬之）
  - 特別賞　賞金5万円／menina（雪の華 / 中島美嘉）

- 第50回：2011年2月「デュエットCUP」
  - 特別賞　賞金5万円／風人（やさしさで溢れるように / JUJU）
  - 特別賞　賞金5万円／光り使い（ｆ... / DA PUMP）

- 第51回：2011年3月「ご当地ソングCUP」
  - 特別賞　賞金5万円／Miyota（緑の町に舞い降りて(Ode of Morioka) / 松任谷由実）
  - 特別賞　賞金5万円／アキバ（秋保の宿 / 千葉一夫）

- 第52回：2011年4月「パフォーマンスCUP」
  - 特別賞　賞金5万円／情熱（スーダラ節 / ハナ肇とクレイジー・キャッツ）
  - 特別賞　賞金5万円／ひろＲ（ランナウェイ / シャネルズ）

- 第53回：2011年5月「80'S懐かしの名曲CUP」
  - 特別賞　賞金5万円／（）
  - 特別賞　賞金5万円／（）

- 第54回：2011年6月「雨ソングCUP」
  - 特別賞　賞金5万円／（）
  - 特別賞　賞金5万円／（）

- 第55回：2011年7月「90'S懐かしの名曲CUP」
  - 特別賞　賞金5万円／kumi-tinberland（愛しさとせつなさと心強さと / 篠原涼子 with t.komuro）
  - 特別賞　賞金5万円／ばふ＠mixi（すき / DREAMS COME TRUE）

- 第56回：2011年8月「」
  - 特別賞　賞金5万円／（）
  - 特別賞　賞金5万円／（）

- 第57回：2011年9月「」
  - 特別賞　賞金5万円／（）
  - 特別賞　賞金5万円／（）

- 第58回：2011年10月「」
  - 特別賞　賞金5万円／（）
  - 特別賞　賞金5万円／（）

- 第59回：2011年11月「」
  - 特別賞　賞金5万円／（）
  - 特別賞　賞金5万円／（）

- 第60回：2011年12月「」
  - 特別賞　賞金5万円／（）
  - 特別賞　賞金5万円／（）